# Флаг Реджайны
Флаг Реджайны — официальный символ административного центра канадской провинции Саскачеван. Представляет собой биколор шмальтового цвета с жёлтой горизонтальной полосой внизу и белой короной в левом верхнем углу. Флаг был представлен общественности 14 сентября 1992 года с подачи Рэя Гнатышина, бывшего на тот момент генерал-губернатором Канады. Вплоть до 1992 года вместо шмальтового в качестве основного цвета флага использовался фиолетовый. Флаг имеет королевское значение, отражая королевские корни города. Однако в то же время флаг первое время не использовался в качестве официального.

## История
Нынешний флаг был принят на городском собрании 29 июня 1992 года. До этого у города был неофициальный флаг, использовавшийся с 1968 года, с фиолетовым полем и золотым кругом, который содержал в себе стилизованную корону, описанную колумнистом городской газеты Leader Post Роном Петри от 10 июня 1992 года как «вылитое изображение перевёрнутого стола в патио». Чтобы модернизировать облик города, был принят вдохновлённый гербом Реджайны новый флаг.

## Герб
Описание герба выглядит следующим образом:

Лазурное основание Or, в кантоне изображена королевская корона типа Арджент;...